# Arrondissement administratif du Haut-Simmental-Gessenay
L'arrondissement administratif du Haut-Simmental-Gessenay, appelé Verwaltungskreis Obersimmental-Saanen en allemand, est l'un des dix arrondissements administratifs du canton de Berne en Suisse.
Arrondissement germanophone, il est créé le 1er janvier 2010 en remplacement des anciens district de Gessenay et (partiellement) d'Obersimmental. 
La commune de Saanen est le chef-lieu de l'arrondissement qui compte 7 communes et une population de 16 710 habitants au 31 décembre 2016 pour une superficie de 575 km2.

## Liste des communes
| Nom                           | N° OFS | Population (décembre 2022) |
| ----------------------------- | ------ | -------------------------- |
| Boltigen                      | 791    | +001 275,                  |
| Gsteig bei Gstaad (Châtelet)  | 841    | +001 003,                  |
| Lauenen                       | 842    | +000851,                   |
| Lenk im Simmental             | 792    | +002 276,                  |
| Saanen (Gessenay)             | 843    | +006 929,                  |
| Sankt Stephan (Saint-Étienne) | 793    | +001 319,                  |
| Zweisimmen (Deux-Simmes)      | 794    | +003 083,                  |
| Total                         | Total  | +016 736,                  |